# Paniqui
Paniqui ist eine philippinische Stadtgemeinde in der Provinz Tarlac. Sie hat 92.606 Einwohner (Zensus 1. August 2015).

## Baranggays
Paniqui ist politisch in 35 Baranggays unterteilt.
| - Abogado - Acocolao - Aduas - Apulid - Balaoang - Barang - Brillante - Burgos - Cabayaoasan - Canan - Carino - Cayanga | - Colibangbang - Coral - Dapdap - Estacion - Mabilang - Manaois - Matalapitap - Nagmisaan - Nancamarinan - Nipaco - Patalan - Poblacion Norte | - Poblacion Sur - Rang-ayan - Salumague - Samput - San Carlos - San Isidro - San Juan de Milla - Santa Ines - Sinigpit - Tablang - Ventenilla |